# Сан-Себаштьяу (станція метро)
38°44′4″ пн. ш. 9°9′14″ зх. д. / 38.73444° пн. ш. 9.15389° зх. д.
Сан-Себашт́ьяу (порт. São Sebastião) — станція Лісабонського метрополітену. Це одна з перших одинадцяти станцій метро у Лісабоні. Знаходиться у центральній частині міста Лісабона в Португалії. Розташована на Синій лінії (або Чайки), між станціями «Праса-де-Ешпанья» та «Парке». Станція берегового типу, мілкого закладення. Введена в експлуатацію 29 грудня 1959 року. Станція зазнала реконструкції у 1977 році (було продовжено посадочні платформи і споруджено додатковий вестибюль). Належить до першої зони, вартість проїзду в межах якої становить 0,75 євро. Назва станції пов'язана з назвою однойменної міської громади (порт. São Sebastião da Pedreira).

## Опис
За архітектурою станція нагадує сусідню станції «Сан-Себаштьяу». Архітектор — Francisco Keil do Amaral, художні роботи виконала — Maria Keil (першопочатковий вигляд станції). При реконструкції у 1977 році архітектор — Dinis Gomes, художні роботи виконала — Maria Keil, яка за основу декорації використала розмальовані у жовтих тонах облицювальні плитки, що утворюють композиції у вестибюлі і на стінах станції. Станція має два вестибюлі підземного типу (у західній та східній частинах), що мають чотири виходи на поверхню (один з них безпосередньо до комерційного центру «El Corte Ingles»).
В даний час на станції будується переседочний вузол в рамках з'єднання з Червоною лінією, відкриття якого заплановане у 2009 році. На станції заставлено тактильне покриття. 

## Режим роботи[5]
Відправлення першого поїзду відбувається з кінцевих станцій лінії:
- ст. «Амадора-Еште» — 06:30
- ст. «Санта-Аполонія» — 06:30

Відправлення останнього поїзду відбувається з кінцевих станцій лінії:
- ст. «Амадора-Еште» — 01:00
- ст. «Санта-Аполонія» — 01:00

## Галерея зображень

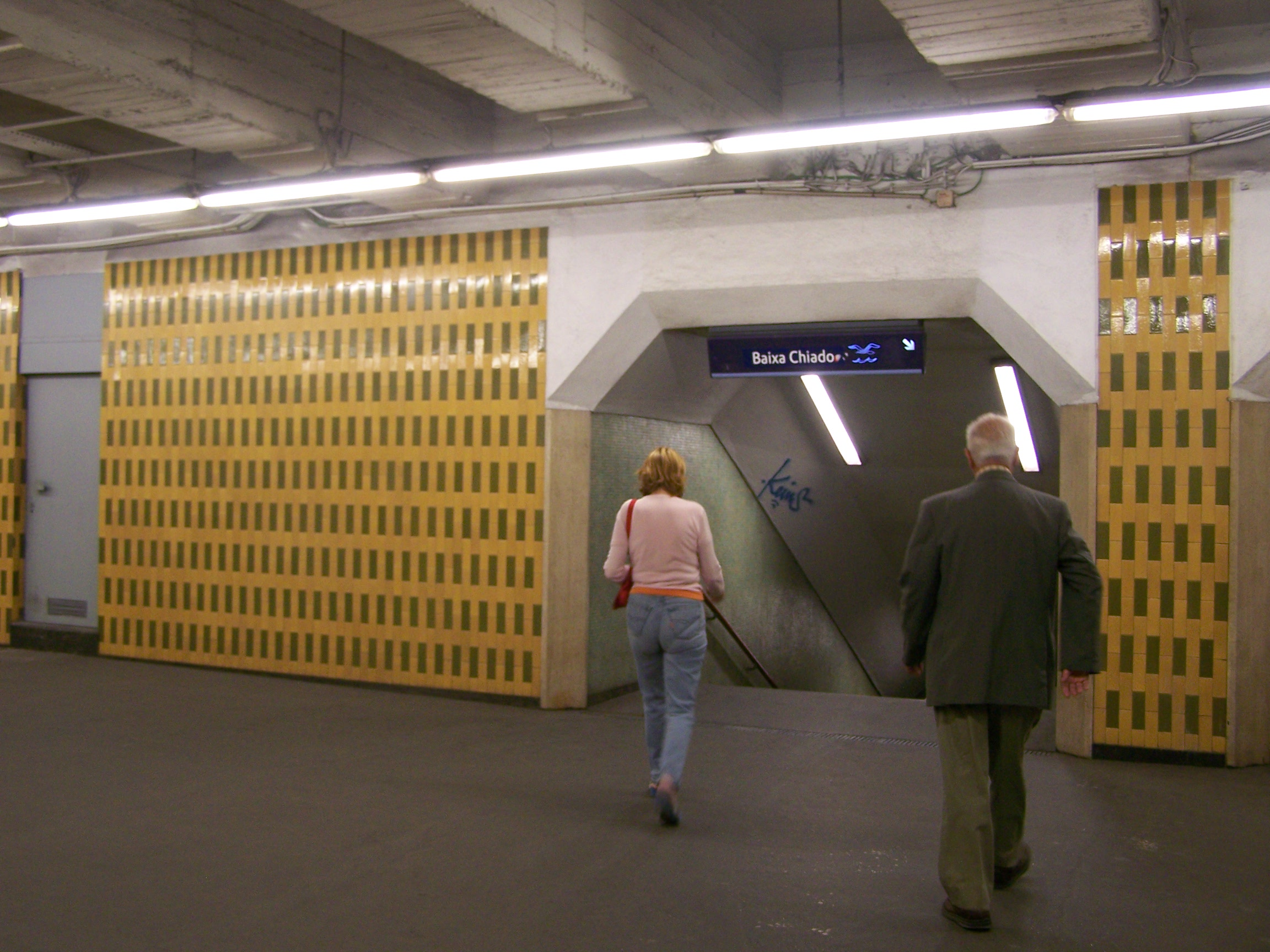
Спуск до посадкової платформи з південного вестибюля
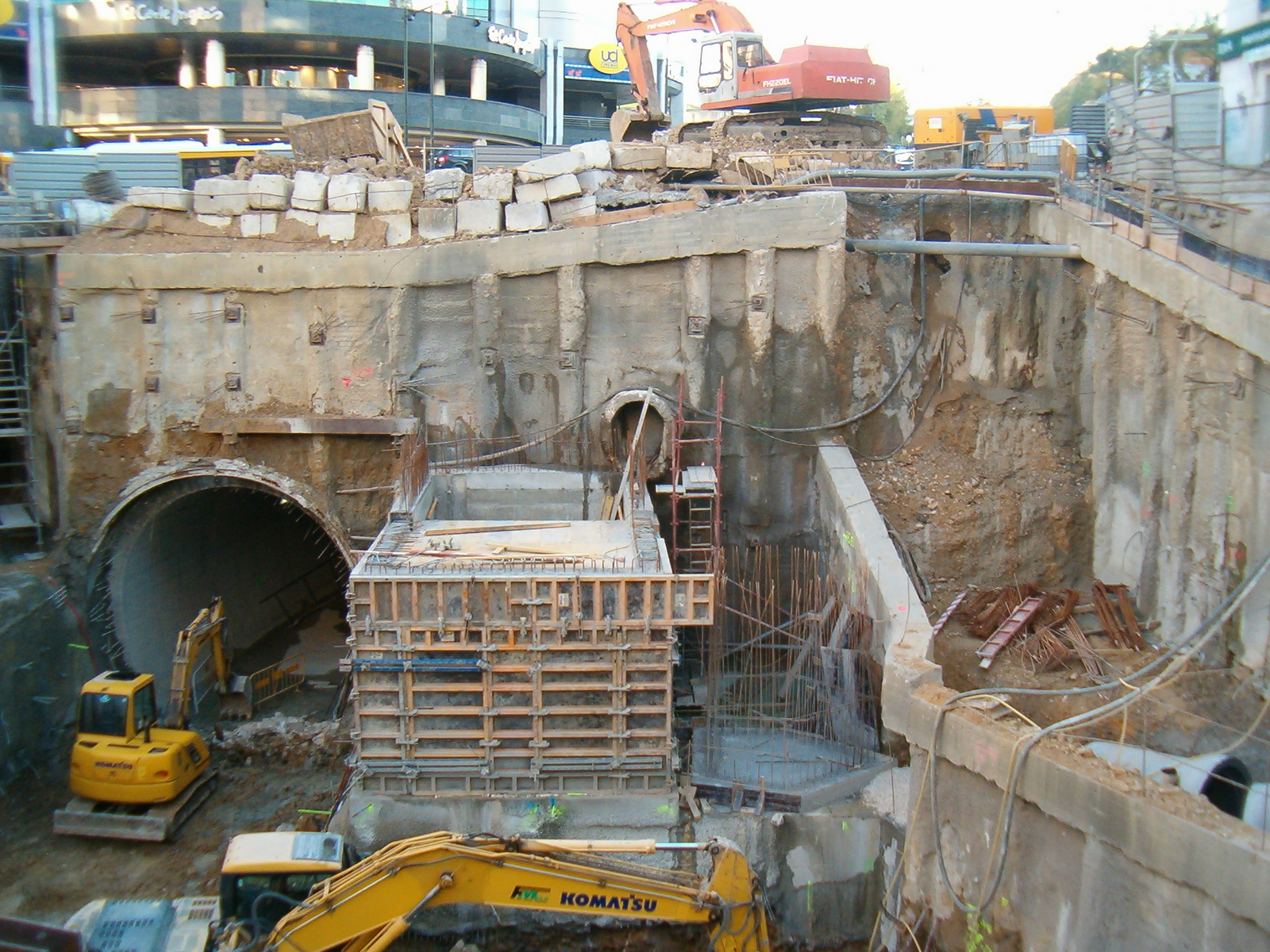
Будівельні роботи по з'єднанню з Червоною лінією (листопад 2008)
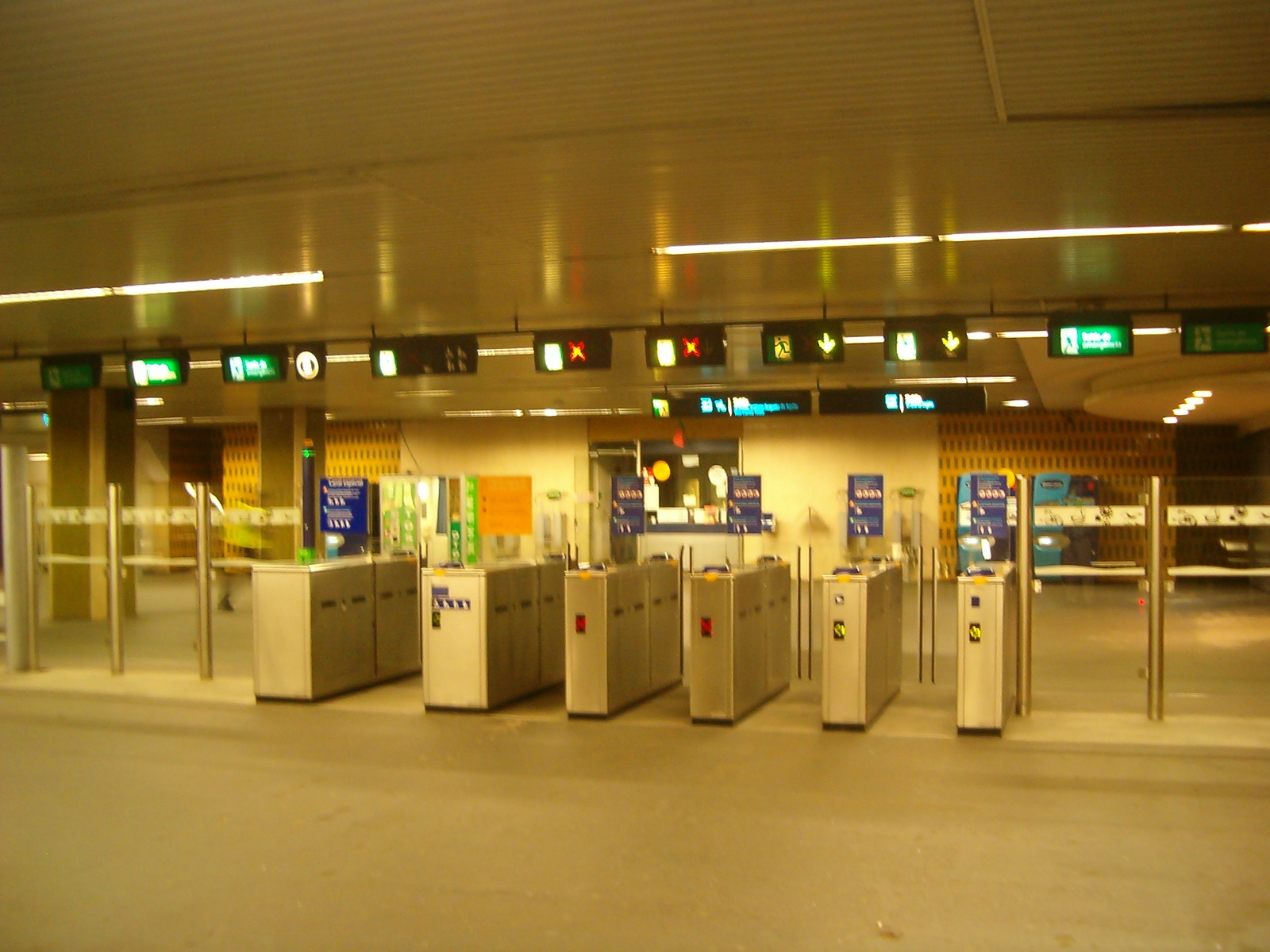
Пропускні турнікети у південному вестибюлі
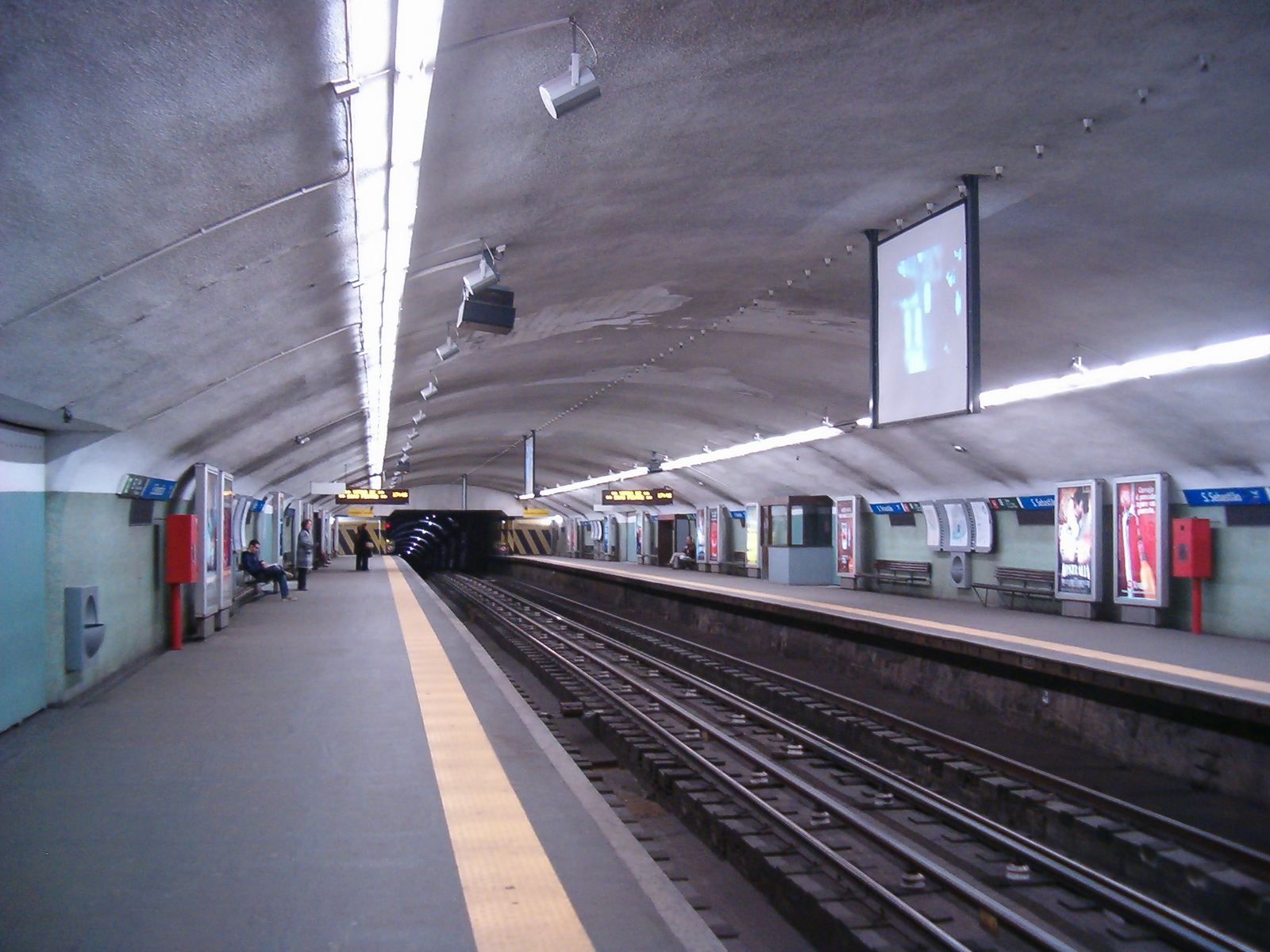
Головна зала і посадкові платформи станції